# リチャード・ウェリグマン
- リチャード・ウィーリグマン

リチャード・E・ウェリグマン（Richard E. Wieligman（英語発音: /ˈwilɪgmən/）、1962年10月21日 - ）は、アメリカ合衆国ミズーリ州出身の元プロ野球選手（外野手）。
阪神タイガースでの登録名は「ウィッグス」。

## 来歴・人物
ラビッククリスチャン大学を経て、1985年にデトロイト・タイガースと契約。メジャー経験はなく、1990年にデトロイト・タイガース傘下のAAA級トレドからNPBの阪神タイガースに入団。マット・キーオ、ラリー・パリッシュに続く第3の外国人選手だったため、開幕から二軍暮らしが続いたが、パリッシュの途中退団で一軍に昇格。しかし、打撃が振るわず、わずか1年で解雇された。
当時の外野守備走塁コーチ・川藤幸三からは「ウグイス」と呼ばれていた。

## 詳細情報

### 年度別打撃成績
| 年 度     | 球 団     | 試 合 | 打 席 | 打 数 | 得 点 | 安 打 | 二 塁 打 | 三 塁 打 | 本 塁 打 | 塁 打 | 打 点 | 盗 塁 | 盗 塁 死 | 犠 打 | 犠 飛 | 四 球 | 敬 遠 | 死 球 | 三 振 | 併 殺 打 | 打 率 | 出 塁 率 | 長 打 率 | O P S |
| --------- | --------- | ----- | ----- | ----- | ----- | ----- | -------- | -------- | -------- | ----- | ----- | ----- | -------- | ----- | ----- | ----- | ----- | ----- | ----- | -------- | ----- | -------- | -------- | ----- |
| 1990      | 阪神      | 26    | 52    | 47    | 2     | 9     | 2        | 1        | 1        | 16    | 4     | 0     | 0        | 0     | 0     | 5     | 0     | 0     | 16    | 2        | .191  | .269     | .340     | .610  |
| 通算：1年 | 通算：1年 | 26    | 52    | 47    | 2     | 9     | 2        | 1        | 1        | 16    | 4     | 0     | 0        | 0     | 0     | 5     | 0     | 0     | 16    | 2        | .191  | .269     | .340     | .610  |

### 記録
NPB
- 初出場・初先発出場：1990年5月8日、対中日ドラゴンズ3回戦（浜松球場）、7番・左翼手
- 初安打：同上
- 初本塁打・初打点：1990年5月9日、対中日ドラゴンズ4回戦（ナゴヤ球場）、2回表に小松辰雄から2ラン

### 背番号
- 42 （1990年）